# Heimbach (Schwarzach)
Der Heimbach ist ein Bach im Gebiet der Stadt Greding im mittelfränkischen Landkreis Roth, der nach unter sechs Kilometer langem Lauf insgesamt etwa nach Südosten an der Stadtgrenze zu Kinding von rechts in die Schwarzach mündet.

## Geographie

### Verlauf
Der Heimbach entspringt unbeständig am Ostrand von Kraftsbuch. Er fließt durch ein sich rasch eintiefendes Tal südostwärts, nimmt nach etwa einem Kilometer den Bachzweig von Westen her auf, der in der Nähe von Bleimerschloß beständiger entsteht, und zieht dann in bald offener Aue etwa ostsüdostwärts weiter, vorbei an den Trockentalzuläufen des Brunntals von links, des Lindener Grabens von rechts und des Ringeltals ebenfalls von rechts. Nach etwa der Hälfte seines Laufes durchquert er das Pfarrdorf Heimbach von Greding und wendet sich danach auf wieder südöstlichen Lauf. Kurz vor dem Talende passiert er eine Gruppe von einem halben Dutzend Teichen am linken Ufer und wird dann auf dem letzten halben Kilometer seines Laufes zum Grenzbach zu Markt Kinding im oberbayerischen Landkreis Eichstätt. Schon in deren Tal unterquert er die A 9 und mündet dann von rechts in die großräumig etwa südwärts laufende Schwarzach, die nur vier Kilometer weiter abwärts in Kinding der Altmühl zufließt.
Der Heimbach ist 5,6 km lang, mündet etwa 123 Höhenmeter unterhalb seines Ursprungs und hat damit ein mittleres Sohlgefälle von etwa 22 ‰.

### Einzugsgebiet
Der Heimbach hat ein Einzugsgebiet von 15,1 km², das naturräumlich gesehen innerhalb der Frankenalb in der Altmühlalb liegt und darin wiederum fast ganz in der Anlauteralb, den kleinen Mündungstrichter schon im Schwarzachtal ausgenommen. Die größte Höhe auf der gewöhnlich flach nach Süden bis Südosten abfallenden, im Westteil offenen und gewässerlosen Albhochfläche an der Nordwestecke bei Schutzendorf erreicht etwa 549 m ü. NHN; darüber liegt allerdings das kleine Gebiet um den 595 m ü. NHN hohen Euerwanger Bühl im östlichen Einzugsgebiet, das ebenso wie die Talhänge überwiegend bewaldet ist. Der einzige weitere Ort darin, außer den beim Verlauf schon genannten, ist das Dorf Linden nahe am Südrand. Das Einzugsgebiet liegt weit überwiegend im Stadtgebiet von Greding, ausgenommen nuu ein kleines Stück rechten Talhangs am Übergang ins Schwarzachtal. Das Gebiet wird von der Schnellfahrstrecke Nürnberg–Ingolstadt im Euerwangtunnel vollständig unterquert.
Die Wasserscheiden grenzen reihum an die Einzugsgebiete folgender Nachbargewässer:
- Im Norden und Nordosten ist die Schwarzach selbst vor der Heimbach-Zumündung das nächste Gewässer.
- Im Süden gibt es von der Mündung bis zum Euerwanger Bühl jenseits keine bedeutenderen Schwarzach-Zuflüsse, von dort bis nahe der Südwestecke des Einzugsgebietes konkurriert der Hafenbrunnenbach zum letzten großen Schwarzach-Zulauf Anlauter, der in seinem Tal erst weit unten beständig Wasser führt.
- An der Westseite liegt das Einzugsgebiet des südwärts zur Anlauter laufenden Morsbachs.